# Équipe du Luxembourg masculine de handball
Dernière mise à jour : 20 juillet 2021.
L'équipe du Luxembourg masculine de handball représente la fédération luxembourgeoise de handball lors des compétitions internationales. Elle ne s'est qualifiée qu'une seule fois à une phase finale d'une compétition internationale, à l'occasion du championnat du monde 1958.

## Historique
En 1958, l'équipe a pu se qualifier pour le championnat du monde en Allemagne. Après trois lourdes défaites face à l'Allemagne (4-46), la Norvège (8-41) et la France (8-41), les Luxembourgeois sont éliminés et terminent 16e et dernier de la compétition.

## Effectif actuel
Les 16 joueurs sélectionnés pour les éliminatoires de l'Euro 2022, le 13 janvier 2019 étaient :
| Numéro | Poste | Nom                  | Date de naissance         | Taille | Club actuel              |
| ------ | ----- | -------------------- | ------------------------- | ------ | ------------------------ |
| 1      | GB    | Chris Auger          | 7 novembre 1983 (36 ans)  | 1,83 m | Handball Kaerjeng        |
| 12     | GB    | Jérôme Michels       | 1er juillet 1992 (27 ans) | 1,85 m | Handball Kaerjeng        |
| 20     | ALG   | Mikel Molitor        | 8 janvier 1993 (26 ans)   | 1,82 m | HB Dudelange             |
| 57     | ALG   | Pierre Veidig        | 23 décembre 1996 (22 ans) | 1,85 m | Handball Kaerjeng        |
| 23     | ALD   | Daniel Scheid        | 29 août 1992 (27 ans)     | 1,73 m | Red Boys Differdange     |
| 14     | DC    | Christian Bock       | 8 mars 1988 (31 ans)      | 1,80 m | HB Esch                  |
| 17     | DC    | Tommy Wirtz          | 18 mai 1992 (27 ans)      | 1,80 m | HG Saarlouis             |
| 66     | DC    | Raphaël Guden        | 22 novembre 2000 (18 ans) | 1,83 m | HC Berchem               |
| 7      | ARG   | Max Kohl             | 8 février 1991 (28 ans)   | 1,84 m | Red Boys Differdange     |
| 13     | ARG   | Jimmy André Hoffmann | 13 février 1992 (27 ans)  | 1,89 m | HB Dudelange             |
| 77     | ARG   | Yann Hoffmann        | 4 août 1994 (25 ans)      | 1,95 m | Red Boys Differdange     |
| 11     | ARD   | Alen Zekan           | 1er mars 1990 (29 ans)    | 1,87 m | Red Boys Differdange     |
| 94     | ARD   | Yannick Bardina      | 23 août 1994 (25 ans)     | 1,95 m | HSG 94 Kahl/Kleinostheim |
| 10     | PVT   | Ben Weyer            | 3 janvier 1997 (22 ans)   | 1,97 m | HC Berchem               |
| 19     | PVT   | Julien Kohn          | 18 décembre 1992 (26 ans) | 1,92 m | HB Esch                  |
| 21     | PVT   | Dan Mauruschatt      | 30 décembre 1993 (25 ans) | 1,89 m | HB Dudelange             |